# Agroeca brunnea
Agroeca brunnea és una espècie d'aranya araneomorfa de la família dels liocrànids (Liocranidae). Fou descrita per primera vegada l'any 1883 per John Blackwall.
La seva distribució és àmplia en la zona paleàrtica; es troba a Europa, a Turquia, a Rússia i al Japó.
Els mascles fan de 5,1 a 7 mm i les femelles de 6 a 9,4 mm.